# Campeonato Paraense de Futebol de 1981
O Campeonato Paraense de Futebol de 1981 foi a 69.ª edição da principal divisão do futebol do Pará. Organizada pela Federação Paraense de Futebol, a competição contou com a participação de sete clubes. O Paysandu sagrou-se campeão, conquistando seu 31º título estadual, enquanto o Remo ficou com o vice-campeonato. Mesquita, do Remo, foi o maior goleador do certame, com 14 gols marcados.
Com a conquista do título paraense, o Paysandu também conseguiu o direito de participar da Taça de Ouro de 1982, nome oficial do Campeonato Brasileiro daquele ano. Já o Remo qualificou-se para a Taça de Prata de 1982, a segunda divisão nacional daquela temporada.

## Participantes
| Equipe        | Cidade               | Títulos (mais recente) | Part. |
| ------------- | -------------------- | ---------------------- | ----- |
| Izabelense    | Santa Izabel do Pará | 0 (não possui)         | 2     |
| Paysandu      | Belém                | 30 (1980)              | 65    |
| Pinheirense   | Belém                | 0 (não possui)         | 6     |
| Remo          | Belém                | 28 (1979)              | 65    |
| Sport Belém   | Belém                | 0 (não possui)         | 14    |
| Tiradentes-PA | Belém                | 0 (não possui)         | 8     |
| Tuna Luso     | Belém                | 8 (1970)               | 47    |

## Premiação
| Campeonato Paraense de 1981     |
| Belém                           |
| ------------------------------- |
| Paysandu Bicampeão (31º título) |